# Danny Bakker (16 januari 1995)
Niet te verwarren met voetballer Danny Bakker (25 januari 1995).

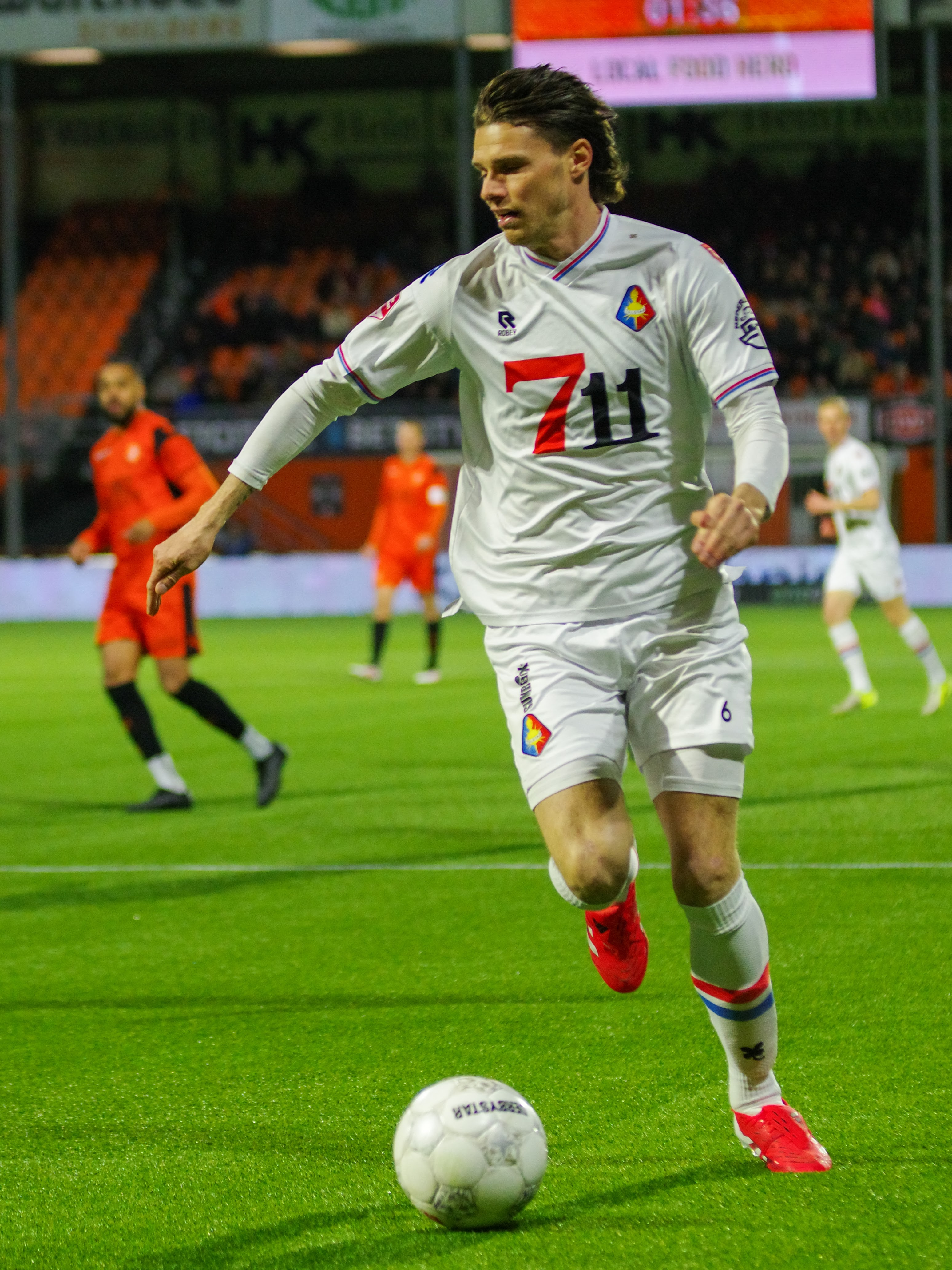
Danny Bakker tijdens een wedstrijd in 2025

Danny Bakker (Voorburg, 16 januari 1995) is een Nederlands voetballer die bij voorkeur als middenvelder speelt. Hij verruilde in 2023 NAC Breda voor Telstar.

## Clubcarrière

### ADO Den Haag
Bakker begon met voetballen bij de Haagse amateurclubs HVV Laakkwartier en JuVentaS. Hij stroomde op zijn twaalfde binnen bij de C2 van ADO Den Haag. Op 20 februari 2013 tekende de 17-jarige middenvelder zijn eerste profcontract. Hij maakte zijn debuut op 16 maart 2013 in de thuiswedstrijd tegen SBV Vitesse. Op 26 oktober 2013 maakte hij zijn eerste doelpunt in de Eredivisie bij de belangrijke openingstreffer tegen FC Twente thuis (3-2 winst). In 2013 behaalde hij ook zijn havo-diploma. ADO Den Haag kon in het seizoen 2014/15 een tijd niet beschikken over Bakker vanwege een rugblessure. Bakker was net hersteld van een breuk in een middenvoetsbeentje waardoor hij de voorbereiding van zijn club grotendeels moest missen. Bakker vierde zijn rentree in het elftal van ADO Den Haag nog voor de winterstop in de wedstrijd tegen sc Heerenveen.
Bakker tekende in mei 2015 zijn contract voor verlenging bij ADO Den Haag tot medio 2018. Hij was een vaste waarde voor het elftal van Henk Fraser in de Eredivisie 2015/16. Op 4 december 2015 werd Bakker matchwinnaar door 0-1 te scoren tegen AZ.
In seizoen 2016/17 was Bakker een vaste waarde voor ADO. Eind 2017 tekende hij bij tot 30 juni 2021. In 2017/18 onder Alfons Groenendijk stond Bakker vast opgesteld op het middenveld en af en toe in de verdediging. In seizoen 2018/19 was Bakker eveneens een vaste waarde voor ADO. Voor de start van de wedstrijd tegen Vitesse op 30 maart 2019 werd Bakker gehuldigd voor zijn 150e officiële wedstrijd in de hoofdmacht van ADO.

### Verhuur aan Roda JC
In het seizoen 2020/21 werd Bakker verhuurd aan Roda JC Kerkrade. Hij debuteerde op 10 oktober 2020 tegen Almere City FC (1-2) en speelde bijna alles. Hij scoorde drie keer in 34 wedstrijden.

### NAC Breda
Medio 2021 verkaste Bakker naar NAC Breda, dat uitkwam in de Eerste divisie. Hij debuteerde op 8 augustus tegen VVV-Venlo (2-2). Hij kreeg vrijwel altijd een basisplek, maar kampte veel met blessures. In de september 2022 raakte hij geblesseerd; zijn rentree kwam pas tijdens de play-offs. Zijn tweede seizoen voor NAC speelde hij daardoor slechts twee wedstrijden.

### Telstar
Medio 2023 ging Bakker naar Telstar. Hij debuteerde op 20 oktober tegen zijn oude club NAC Breda (1-3). Twintig minuten voor tijd kwam hij in de ploeg voor Devon Koswal. Hij ontwikkelde zich snel tot basisspeler. In zijn eerste seizoen speelde hij 21 wedstrijden voor de club, waar hij één keer wist te scoren. Dit was tegen zijn oude club NAC op 16 februari 2024. In de openingswedstrijd van het seizoen 2024/25 scoorde Bakker twee keer tegen Vitesse (3-2). Hij miste dat seizoen amper minuten, en wist in de reguliere competitie zes doelpunten te maken. Ook in de beker, tegen Helmond Sport, was hij trefzeker (3-0). In de play-offs om promotie speelde Bakker ook alle wedstrijden, waarbij hij zowel in kwartfinale tegen ADO Den Haag als in de halve finale tegen FC Den Bosch scoorde. De finale tegen Willem II werd ook gewonnen, onder meer door een assist van Bakker, waardoor hij met Telstar promoveerde naar de Eredivisie.

## Clubstatistieken
| Seizoen | Club               | Competitie     | Competitie | Competitie | Beker | Beker | Overig | Overig | Totaal | Totaal |
| Seizoen | Club               | Competitie     | Wed.       | Dlp.       | Wed.  | Dlp.  | Wed.   | Dlp.   | Wed.   | Dlp.   |
| ------- | ------------------ | -------------- | ---------- | ---------- | ----- | ----- | ------ | ------ | ------ | ------ |
| 2012/13 | ADO Den Haag       | Eredivisie     | 1          | 0          | 0     | 0     | 0      | 0      | 1      | 0      |
| 2013/14 | ADO Den Haag       | Eredivisie     | 23         | 3          | 1     | 0     | 0      | 0      | 24     | 3      |
| 2014/15 | ADO Den Haag       | Eredivisie     | 20         | 1          | 1     | 0     | 0      | 0      | 21     | 1      |
| 2015/16 | ADO Den Haag       | Eredivisie     | 33         | 3          | 0     | 0     | 0      | 0      | 33     | 3      |
| 2016/17 | ADO Den Haag       | Eredivisie     | 19         | 1          | 2     | 0     | 0      | 0      | 21     | 1      |
| 2017/18 | ADO Den Haag       | Eredivisie     | 34         | 0          | 0     | 0     | 2      | 0      | 36     | 0      |
| 2018/19 | ADO Den Haag       | Eredivisie     | 24         | 2          | 0     | 0     | 0      | 0      | 24     | 2      |
| 2019/20 | ADO Den Haag       | Eredivisie     | 22         | 0          | 1     | 0     | 0      | 0      | 23     | 0      |
| 2020/21 | → Roda JC Kerkrade | Eerste divisie | 31         | 3          | 1     | 0     | 2      | 0      | 34     | 3      |
| 2021/22 | NAC Breda          | Eerste divisie | 30         | 4          | 2     | 0     | 2      | 0      | 34     | 0      |
| 2022/23 | NAC Breda          | Eerste divisie | 1          | 0          | 0     | 0     | 1      | 0      | 2      | 0      |
| 2023/24 | Telstar            | Eerste divisie | 21         | 1          | 0     | 0     | 0      | 0      | 21     | 1      |
| 2024/25 | Telstar            | Eerste divisie | 37         | 6          | 2     | 1     | 6      | 2      | 45     | 9      |
| Totaal  | Totaal             | Totaal         | 296        | 24         | 10    | 1     | 13     | 2      | 319    | 27     |

Bijgewerkt op 2 juni 2025.

## Interlandcarrière
Bakker heeft internationale wedstrijden gespeeld bij het Nederlands voetbalelftal onder 18 en het Nederlands voetbalelftal onder 19.
Bakker werd op 15 mei 2015 opgenomen in de selectie van Jong Oranje. Hij maakte met Jong Oranje een vliegende start met een 3–2 overwinning op Costa Rica.